# Cyrtodactylus dayangbuntingensis
Cnemaspis dayangbuntingensis — вид ящірок з родини геконових (Gekkonidae). Описаний у 2019 році.

## Поширення
Ендемік Малайзії. Виявлений на острові Даянг Бантінг в архіпелазі Лангкаві біля північно-західного узбережжя Малаккського півострова.

## Опис
Ящірка завдовжки до 10 см. Тіло світло-коричневого забарвлення. На спині чотири темні поперечні смуги з білими цятками по краях. Ці смуги трохи вужчі, ніж проміжки між ними. Відсутній ростральний шеврон. Хвіст стає темно-коричневим зі світлими попередними смугами (до 13 штук).

## Спосіб життя
Вид трапляється лише в безпосередній близькості від карстових відслонень. Голотип (LUSHC 14353) знайдений під карстовим навісом вночі приблизно на висоті 1 м над землею, тоді як паратип самця (LSUHC 14354) знайдений приблизно на висоті 1,5 м над землею на стовбурі дерева, що росло поруч з карстовою стіною. Жіночий паратип (LSUHC 14355) був знайдений на землі під карстовим звисом. Ще один дорослий зразок спостерігався, ховаючись у вузькій вертикальній карстовій щілині на висоті 2 м над землею. Незріла особина була сфотографована 17 жовтня 2015 року. Ймовірно розмноження відбувається впродовж другої половини року.